# مارتین هایدگر
مارتین هایدِگِر (به آلمانی: Martin Heidegger) ‏ (زاده ۲۶ سپتامبر ۱۸۸۹ – درگذشته ۲۶ مه ۱۹۷۶) یکی از معروفترین فیلسوفان قرن بیستم بود. او با شیوه‌ای نوین به تفکر دربارهٔ وجود یا هستی پرداخت. فلسفه او بر دیدگاه‌های بسیاری از فیلسوفان بعد از او اثر گذاشت.

## زندگی

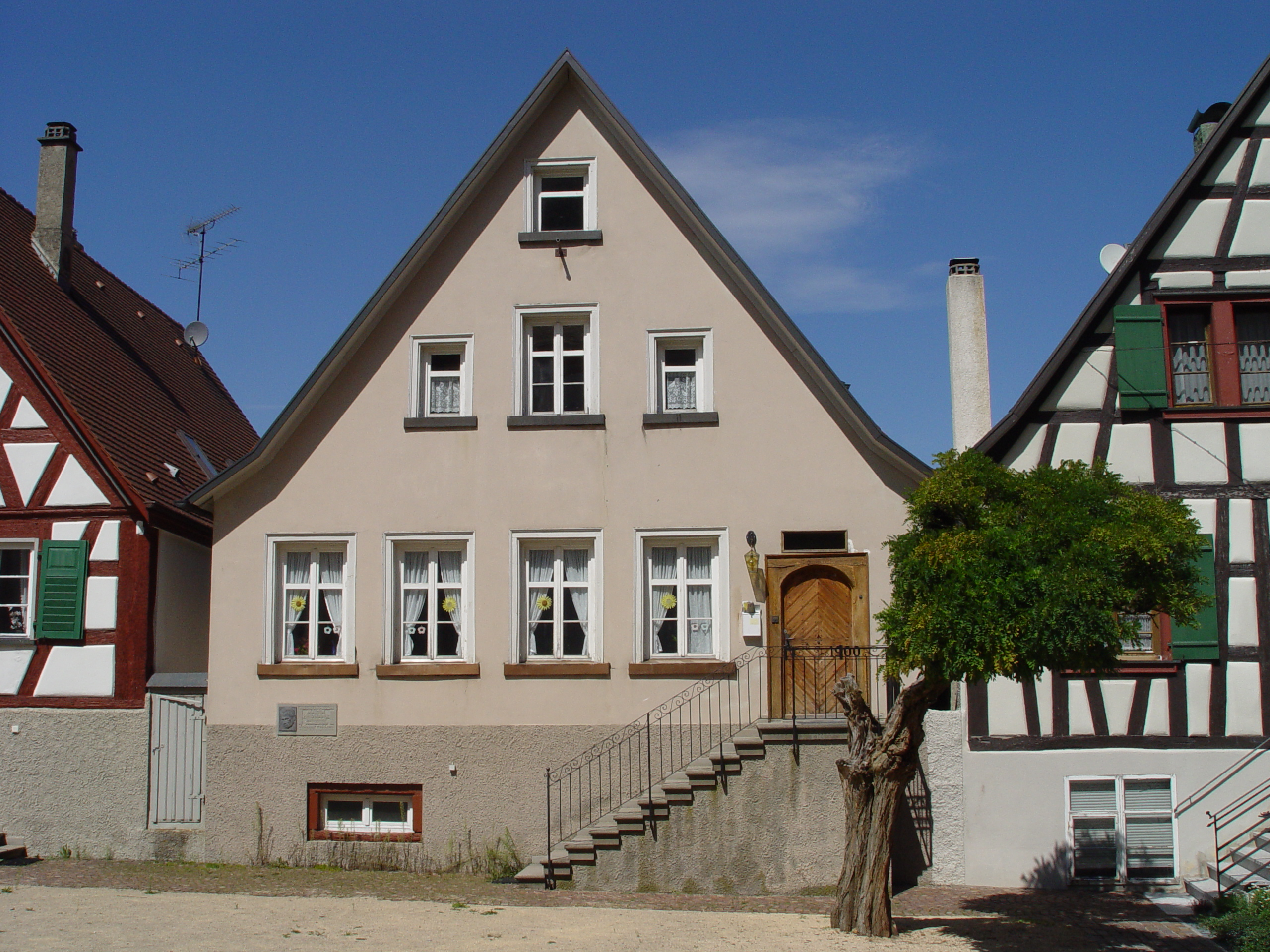
خانه‌ای در مسکیرش که هایدگر در آن بزرگ شد

### سال‌های آغازین
هایدگر در سال ۱۸۸۹ در خانواده‌ای کاتولیک و سنتی در یکی از روستاهای ایالت بادن-وورتمبرگ به‌نام مسکیرش در جنوب غربی آلمان و در دل کوهستان آلپ به دنیا آمد. پدر او فریدریش خادم کلیسا بود. او در محیطی کاتولیک بزرگ شد.

### تحصیلات
هایدگر الهیات را از سال ۱۹۰۹ در دانشگاه فرایبورگ آغاز کرد و بعد از آن به فلسفه روی آورد. فعالیتش همواره تحت تأثیر استادش ادموند هوسرل بود.
از مهم‌ترین کتاب‌های او در فلسفه اثر هستی و زمان است. او در این کتاب به نقد تاریخ فلسفه غرب که به تعبیر هایدگر همان تاریخ متافیزیک است، پرداخته است و در پی طرح افکندن هستی‌شناسی تازه‌ای است که خود آن را هستی‌شناسی بنیادین می‌خواند؛ چرا که نزد او تاریخ متافیزیک، تاریخ غفلت از وجود و افتادن در ورطه موجود انگاری است. مقصود هایدگر از این تعبیر آن است که تاریخ کنونی فلسفه، با خلط موجودشناسی و وجودشناسی، از شناخت وجود به معنای اصیل آن بازمانده است.
وی از اعضای حزب نازی و نمایندهٔ این حزب در دانشگاه فرایبورگ بود. اندیشه‌های هایدگر بر اندیشه‌های بسیاری از متفکران ما بعد تجدد از جمله میشل فوکو، ژاک دریدا و هانس-گئورگ گادامر اثرگذار بوده است.

### زندگی شخصی
هایدگر که در یک خانواده روستایی به دنیا آمده بود تا زمان مرگ خلق و خوی روستایی را با خود داشت. زادگاه او مسکیرش در کنار جنگل سیاه قرار داشت و درختان و راه‌های جنگلی بیشتر مطالعات و تفکّرات بعدی او را تحت تأثیر قرار داد. حتی در برخی از عنوان‌ها آثار او ردّ پای جنگل دیده می‌شود: راه‌های جنگلی و نشانه‌های راه. هایدگر در دهه ۱۹۱۰ با الفرید پتری آشنا شد و بعداً در سال ۱۹۱۷ با او ازدواج کرد. در سال‌های بعد دو پسر او به نام‌های یورگ و هرمن به دنیا آمدند.

### مرگ

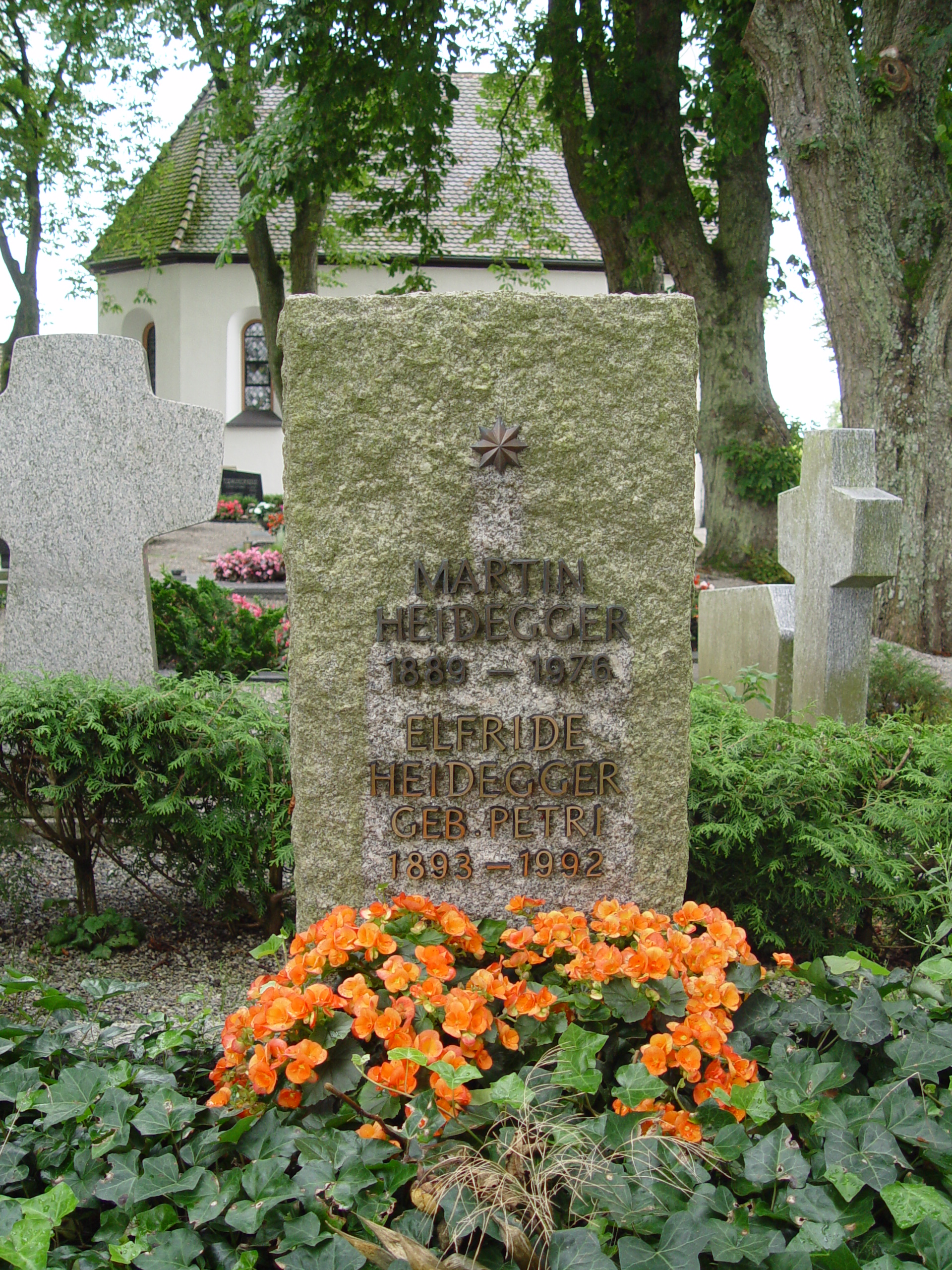
قبر مارتین هایدگر در مسکیرش

او در ۲۶ مه سال ۱۹۷۶ درگذشت. مراسم تشییع دو روز بعد در فرایبورگ انجام شد و به درخواست خود مراسم دینی کاتولیک‌ها در مسکیرش در کلیسای مارتین قدیس که پدرش خادم آن بود، انجام شد. در همان صحن میان مادر و پدرش به خاک سپرده شد.

## فلسفه
هایدگر عالم را نه مجموعه‌ای از اشیاء و موجودات بلکه شبکه نسبت‌های دازاین با وجود می‌داند و لذا در ـ عالم ـ بودن را به عنوان یکی از عناصر وجود دازاین معرفی می‌کند. هایدگر زمان را به سه نوع زمان روزمره و زمان طبیعی و زمان جهانی تقسیم می‌کند. در بحث زمان روزمره می‌گوید که زمان آن چیزی است که اتفاقات در آن رخ می‌دهند. زمان در موجود تغییرپذیر اتفاق می‌افتد. پس تغییر در زمان است. تکرار دوره‌ای‌ست. هر دوره تداوم زمانی یکسانی دارد. ما می‌توانیم مسیر زمانی را به دلخواه خود تقسیم کنیم. هر نقطه اکنونی زمانی بر دیگری امتیاز ندارد و اکنونی پیش‌تر و پس‌تر (بعدتر) از خود دارد. زمان یکسان و همگن است. ساعت چه مدت و چه مقدار را نشان نمی‌دهد بلکه عدد ثبت شده اکنون است. هایدگر می‌پرسد که این اکنون چیست و آیا من انسان بر آن چیرگی و احاطه دارم یا نه؟ آیا این اکنون من هستم یا فرد دیگریست؟ اگر این‌طور باشد پس زمان خود من هستم و هر فرد دیگر نیز زمان است و ما همگی در با هم بودنمان زمان هستیم و هیچ‌کس و هر کس خواهیم شد.
هایدگر می‌پرسد زمان چیست؟ و دازاین در زمان چیست؟ دازاین در هر آن بر مرگ خود آگاهی دارد. دازاین به معنی حیات انسانی همان امکان داشتن است؛ یعنی گذشتن مطمئن و در عین حال مبهم از خود ممکن است. هستی امکان بر مرگ واقف است و معلوم است که آن را می‌دانم اما به آن فکر نمی‌کنم. دانایی من از مرگ تفسیری از دازاین است. دازاین این امکان را دارد که مرگ خود را دور کند.
هایدگر تفکر متافیزیکی و سوژه محور را در راستای اعمال اراده استیلاگر می‌داند و تفکر رهایی‌بخش را معطوف به روشنی ظهور هر چیز آنگونه که هست.
این نوع تفکر اندیشیدن در رهائی است. هایدگر رهائی را تجربه‌ای نفی‌کننده نمی‌داند. اعراض از سلطه و غلبه بر چیزها تنها یک لحظه از رهائی است. لحظه اثباتی آن‌گاه است که انسان در موضعی قرار گیرد که به جای خفا بردن حقیقت در معرض عیان شدن آن باشد. آنجا که انسان بودن خویش را در طبیعت و در کنار چیزها و با دیگران آن‌گونه که هستند تجربه می‌کند در معرض آشکار شدن حقیقت بودن قرار می‌گیرد.
از نظر هایدگر، فلسفیدن اصیل، تفکر و تشکر نیز هست؛ یعنی گشودگی وجودی به سوی پاسداری از حقیقت بودن. اما تاریخ متافیزیک تاریخ، فراموشی این حقیقت است. این فراموشی تاریخی اکنون به غلبه پوزیتیویسم تکنوکراتیک ختم شده است. در این وضعیت، تفکر به نظامی از کارایی، خود-اعمال‌گری، سلطه و امنیت استحاله شده است. در حالی که تفکر همانا پرسش‌گری در باب حقیقت بودن است.
فلسفه هایدگر را می‌توان به رمانتیسم آلمانی مرتبط دانست. ساختارشکنی هایدگری دربارهٔ متافیزیک مربوط به سوژه، نقد رمانتیک اومانیسم انتزاعی است. تحت عنوان دیگر مفاهیم بشری است که هایدگر خلاف سوژه گرایی، مفهومی را که یک دگرگونی اساسی در رمانتیسم به وجود می‌آورد به کار می‌گیرد. هایدگر چهره‌ای از متافیزیک مدرن است. او از طریق آثار خود پدیدارشناسی هوسرل - و نیز نقد هوسرلی از گرایش به روان‌شناسی - را به موضوعات بنیادین متافیزیک پیوند می‌دهد. هوسرل می‌گوید که اگر روان‌شناسی، تاریخ یا خود زندگی را به عنوان کدهای تعیین‌کننده رفتارهای انسانی در نظر بگیریم اگر تشخیص بین انسانیت و حیوانیت از بین رود، انسان تبدیل به ماشینی خواهد شد که فعالیت‌هایش به حرکات صرف و غیرقابل پیش‌بینی تبدیل خواهد شد؛ بنابراین واژه Eigenlichkeit همان وجه انسانی بشر است که می‌تواند در نیستی گسترش یافته به رهایی از این کد بینجامد.
وجه دیگر فلسفه هایدگر در نقد فلسفه افلاطون منعکس شده است. او در سال ۱۹۴۷ در مطلبی با عنوان «دگم افلاطونی واقعیت» می‌گوید که در تفکر افلاطونی از ایده موجود از قبل داده شده است و نقد هایدگری از فلسفه افلاطون به همین از پیش تعیین‌شدگی موجود در متافیزیک افلاطون برمی‌گردد.

## هایدگر و موضوع فرا تاریخی
برخی معتقدند فرا تاریخی، ایده‌ای که هانری کربن آن را به کار بست تا گذار فلسفی خویش از هایدگر را اعلام دارد، مشخصه دوره دوم حیات فکری هایدگر نیز هست. مهدی فدایی مهربانی در کتاب «ایستادن در آن سوی مرگ: پاسخ‌های کربن به هایدگر از منظر فلسفه شیعی» به بررسی این موضوع پرداخته و معتقد است هایدگر با مفهوم مرگ به مثابهٔ پایان، عملاً دازاین را به موجودی تاریخی بدل می‌کند که تنها در زمانِ خاص خود معنا دارد و هرگز نمی‌تواند در فرا تاریخ موجودیتی داشته باشد. به زعم وی، اگرچه هایدگر کنونی را باید فیلسوفی کاملاً متمایز از کربن در نظر آورد اما دوره دوم حیات فکری هایدگر، به ویژه نظری که کربن در مورد بخش دوم هستی و زمان دارد، حکایت از آن دارد که نباید هایدگر را به دوره نخست تفکر وی محدود کرد. تفسیری این گونه از هایدگر را به ویژه باید در شاگرد دیگر وی هانس یناس جست.
با این حال کربن در مصاحبه خود با فیلیپ نمو، به پرسشی که غالباً مطرح می‌گردد و تبدیل به یک معما گردیده است پاسخ می‌دهد. آنگونه که می‌دانیم کتاب «هستی و زمان» هایدگر دارای دو بخش بوده است که بخش نخست آن از زمان به هستی پرداخته شده و در بخش دوم قرار بر این بوده است که هایدگر از بحث زمان به بحث هستی بازگردد. بخش دوم به گفته بسیاری هرگز نگاشته نشد یا حد اقل نگاشته‌هایی پراکنده از هایدگر به جای مانده است که مبنای بخش دوم بوده است و به چاپ نرسیده. این در صورتی است که کربن می‌گوید پاسخ این پرسش معما گونه را به چشم خود دیده است:
. . . پرسشی که «مربوط به سر انجام قسمت دوم «هستی و زمان» است، یعنی قسمتی که بدون آن، باب نخست آغازی ناتمام است. با انتشار این قسمت بی شک بنای هستی شناختی فراتاریخی تکمیل و تحکیم می‌شود. باید بگویم که در ژوئیه ۱۹۳۶ در شهر فرایبورگ، به چشم خود دست نوشته این قسمت دوم را روی میز هایدگر دیدم که در پوشه‌ای بزرگ قرار داشت و خود هایدگر با خنده آن را در دستان من گذاشت تا سبک و سنگینش کنم؛ و باید اعتراف کنم که پوشه سنگین بود. اکنون این دست خط کجاست؟ جواب‌های متضادی شنیده‌ایم و من هم جوابی ندارم.»
کربن معتقد است در صورتی که بخش دوم هستی و زمان منتشر می‌گردید، هایدگر در آن بدون شک به فرا تاریخی پرداخته بود؛ این بدان معنی است که کربن می‌تواند پاسخی برای سوالات بی‌جواب هایدگر باشد. جدای از گفتهٔ کربن، قراین حکایت از آن دارد که هایدگر در اواخر عمر خود، به امر قدسی توجهی ویژه دارد. او در واپسین سال‌های زندگی اش بارها گفت که فقط یک خدای دیگر می‌تواند ما را نجات دهد، و اعلام کرد که یگانه بخت ما در اندیشه و شعر، شکیبایی ظهور این خداست وگرنه باید فاجعه‌ها را تاب آوریم.

## نظرات هایدگر دربارهٔ شعر
پرسش هایدگر این است که کجا حقیقت بودن امکان بروز بیشتر را می‌یابد و پاسخ او به این پرسش همسایگی تفکر با اصیل‌ترین شکل زبان یعنی شعر است. او زبان را اقامت گاه بودن می‌نامد یعنی افقی که در آن چیزها آشکار می‌شوند.
حدوث هر چیز یعنی وقوع آن در زمان و زبان است. چنین حدوثی را هایدگر Ereignis می‌نامد. اما هیچ حدوثی نمی‌تواند در یک لحظه خاص و با کلماتی محدود عیان شدن کامل حقیقت بودن باشد. این حقیقت در کلیت خویش چونان یک راز باقی می‌ماند. به تعبیر هایدگر زبان اصیل ما را به سوی ابعاد همواره فروبسته بودن بازمی‌گشاید. وی از زبان اصیل به عنوان Poesis نام می‌برد که اگر چه به شعر ترجمه می‌شود اما شامل هر سخن اصیلی است چه در قالب نظم و چه در قالب نثر. در تفکر شاعرانه معنای بودن بر تفسیر آدمی از جهان خود فائق می‌شود و بدین سان شاعر از رویکرد مصلحت طلبانه رایج میان مردم و خود رها می‌شود؛ بنابراین زبان شاعرانه اصیل‌ترین شیوهٔ بودن با دیگران و بودن در جهان است.
از نظر هایدگر شعر ماهیت سکنی را می‌سازد. شعر و سکنی نه تنها با یکدیگر تضاد ندارند بلکه با یکدیگر پیوند و تعلق دارند. هر کدام از آن‌ها در طلب دیگری است. شاید سکنی غیر شاعرانه ما و ناتوانی از آن در سنجش از افراطی شگفت در سنجش و محاسبه دیوانه وار برخاسته باشد و فهم این که ما به‌طور غیر شاعرانه سکنی کرده‌ایم و نیز فهم چگونگی آن فقط در صورتی ممکن است که ما شاعرانه را بشناسیم. شاعرانه استعداد و توانایی بنیادین برای سکنای انسان است. انسان در هر زمانی تنها به اندازه‌ای مستعد شاعر است که بودنش متناسب با آن چیزی است که به او نزدیک است و میل به انسان و نیاز به حضور او دارد. شعر متناسب با میزان این انتصاب اصیل یا غیر اصیل است. از این روست که شعر اصیل در هر دوره‌ای به درستی و روشنی حضور نمی‌یابد. انسان از ماهیت شاعرانه، شعر می‌سازد. وقتی شعر به درستی آشکار شود انسان به گونه‌ای انسانی روی زمین سکنی می‌کند.
(هایدگر و نظریه گتی یوقوم)

## هایدگر و نازیسم
به نشانهٔ سپاس از اندیشه‌هایش در تاریخ ۲۸ مه ۱۹۳۳ شورای عالی دانشگاه فرایبورگ، هایدگر را به ریاست دانشگاه برگزید، اما او یک سال بعد استعفا داد تا وقت خود را صرف تدریس کند. به حزب ناسیونال سوسیالیست پیوست و از دانشجویان خویش خواست تا آدولف هیتلر را به عنوان «واقعیت کنونی و آیندهٔ آلمان» و سخنان او را به عنوان قانون بپذیرند.
هایدگرنازیسم در زندگی هایدگر تأثیر گذاشت که این تأثیر به شرح زیر است:

### ریاست دانشگاه
آدولف هیتلر در ۳۰ ژانویه سال ۱۹۳۳ صدراعظم آلمان شد. بعد از آن‌که هایدگر در ۲۱ آوریل سال ۱۹۳۳ به ریاست دانشگاه فرایبورگ رسید به حزب نازی پیوست. اگرچه او در پست ریاست دانشگاه با مشکلاتی روبرو بود. برخی افسران نازی او را دشمن خود می‌پنداشتند. هانس سلوگای مورخ هایدگر را بیش از سایر فیلسوفان پذیرای نازیسم دانست. او وضع هایدگر در هنگام ریاست دانشگاه را چنین توصیف کرد:
او (هایدگر) به عنوان رئیس دانشگاه مانع از نمایش پوستر ضد سامی توسط دانشجویان در ورودی دانشگاه و ادامه سوزاندن کتاب‌ها می‌شد. او رابطه نزدیکی با دانشجویان سردسته نازی داشت و به وضوح شفقت خود با فعالیت‌هایشان را به آنان نشان می‌داد.
در سال ۱۹۴۵ هایدگر در دفاع از عنوان ریاست خود متنی نوشت و آن را به پسرش هرمان داد که در سال ۱۹۸۳ منتشر شد. هایدگر در آن به گرفتاری سال‌های ۱۹۳۳ تا ۱۹۳۴ خود چنین اشاره کرد:
ریاست تلاشی برای دیدن آن چیزی بود که به حرکت افتاد و به قدرت رسید آن سوی شکست‌ها و خام بودنش که بیشتر دور از دسترس بود و شاید یک روز تمرکزی بر ذات تاریخی غربی آلمان‌ها می‌آورد. به هیچ طریقی قابل کتمان نخواهد بود که آن زمان من به این امکان‌ها باور داشتم و به آن دلیل کسب تفکر واقعی را به سود مؤثر بودن در مقامی رسمی انکار می‌کردم. آنچه از بی‌کفایتی من در دفتر ایجاد شد به هیچ روشی بی‌اثر نخواهد بود اما این نقطه‌نظرات آنچه ضروری است و آنچه مرا به پذیرش ریاست کشاند در خود نمی‌گیرد.

### رفتار با هوسرل
ادموند هوسرل با بازنشستگی‌اش هایدگر را در کرسی استادی دانشگاه فرایبورگ مساعدت کرد. هوسرل از استادان یهودی بود که قبلاً به مسیحیت گرویده بود. پایان یافتن امتیازات آکادمیک هوسرل هیچ اقدامی از سوی هایدگر را وارد نکرد.
پس از تسویه حساب هوسرل با هایدگر و ماکس شلر در اوایل ۱۹۳۰ میلادی هایدگر ارتباط خود را با او قطع کرد.
بنابر گفته هانا آرنت رفتار هایدگر مرگ هوسرل را جلو انداخت. آرنت او را قاتل بالقوه نامید اگرچه بعدها این اتهام را پس گرفت.

### دوره سوسیالیست ملی پس از ریاست
پس از شکست هایدگر در رسیدن به ریاست مجدد او رابطه‌اش را با حزب سوسیالیست ملی قطع کرد با این وجود رفرنس به آن در کارش ادامه ظهور یافت. هایدگر سخنرانی‌اش در سال ۱۹۳۵ میلادی منتسب به حقیقت درونی و عظمت این جنبش یعنی سوسیالیست ملی بود.
کارل لوویت هایدگر را زمانی که او برای ایراد یک سخنرانی دربارهٔ هولدرلین در رم بود در سال ۱۹۴۰ دید. هایدگر به او گفته بود که ایده او از تاریخ‌گرایی مبنای درگیری‌های سیاسی‌اش بوده است.

### دوره پس از جنگ
ارتباط هانا آرنت و هایدگر به دوران پیش از درگیری‌های او در حزب سوسیال ملی برمی‌گردد اما دوستی او با هایدگر بعد از آنکه آرنت به هایدلبرگ رفت تا تحصیلش را تحت نظر کارل جاسپرز ادامه دهد پایان نیافت. هایدگر بین سال‌های ۱۹۴۵ و ۱۹۵۱ از تدریس منع شده بود.
در سال ۱۹۶۷ هایدگر با پل سلان شاعر مواجه شد که او از اردوهای حزب نازی زنده مانده بود و نوشته‌های هایدگر را تحسین می‌کرد. سلان از درگیری هایدگر در حزب سوسیال ملی اطلاع داشت. او آروزی عذرخواهی هایدگر برای رفتارش در دوران نازی‌ها را داشت.

### مصاحبه اشپیگل
در ۲۳ سپتامبر ۱۹۶۶ هایدگر با مجله اشپیگل مصاحبه‌ای داشت که در آن پذیرفت دربارهٔ گذشته سیاسی‌اش بحث کند. مصاحبه در ۳۱ مه (ماه) ۱۹۷۶ منتشر شد. هایدگر در آن مصاحبه از درگیری‌اش در حزب سوسیال ملی به دو طریق دفاع کرد: اول این که او چاره دیگری نبود او سعی کرد دانشگاه (و به‌طور کلی علوم را) از سیاسی شدن نجات دهد و بنابراین مجبور بود با نازی‌ها به توافق و مصالحه برسد. دوم این که او پذیرفت یک بیداری را می‌بیند که ممکن بود برای یافتن یک شگرد جدید ملی و اجتماعی به درد بخورد اما نظرش دربارهٔ آن در ۱۹۳۴ تغییر کرد عمدتاً از خشونت «شب چاقوهای بلند» (پاکسازی در دوران نازی‌ها) برانگیخته شده بود.
بنابراین هایدگر در مصاحبه با اشپیگل به صورت صحبتی مضاعف از سخنرانی‌اش در سال ۱۹۳۵ با شرح «حقیقت درونی و عظمت جنبش» دفاع کرد. او تصدیق کرد که خبررسانان نازی که سخنرانی او را مشاهده کردند از کلمه جنبش درک می‌کردند که منظور او حزب سوسیال ملی بوده است. اگرچه هایدگر اظهار داشت که دانشجویانش می‌دانستند که این بیان مربوط به حزب کارگران سوسیال ملی آلمان (NSDAP) نبود. بلکه منظور او همان‌طور که در توضیحی پرانتزگونه بعدها به «مقدمه‌ای در متافیزیک» (۱۹۵۳) افزوده بود با عنوان مواجهه با تکنولوژی سیاره ای و بشریت مدرن بود.
متن نامه‌هایی که بین هربرت مارکوزه و مارتین هایدگر ردّ و بدل شده در مجلهٔ New German Critique منتشر شده است. مارکوزه در نامه‌اش خطاب به هایدگر او را به این دلیل که هرگز رفتار و ایدئولوژی رژیم نازی را تقبیح نکرد مرتبط با نازی‌ها دانسته است. هایدگر در نامه‌ای در پاسخ به مارکوز اشاره کرده که در سال ۱۹۳۴ به اشتباه‌اش پی برده و از ارتباطش با حزب سوسیال-ملّی به نشانه اعتراض علیه آن ایدئولوژی دست کشیده است.

## تأثیر فلسفه هایدگر در فرانسه
هایدگر از تأثیرگذارترین فیلسوفان قرن بیستم است و ایده‌های او در بسیاری از حوزه‌ها وارد شد اما در فرانسه تاریخی طولانی برای مطالعه و تفسیر کار او می‌باشد.

### اگزیستانسیالیسم و تأثیر ماقبل جنگ
تأثیر هایدگر بر فلسفه فرانسه در ۱۹۳۵ شروع شد وقتی که "وجود و زمان"، "متافیزیک چیست؟" و دیگر آثار هایدگر توسط ژان-پل سارتر و دیگر اگزیستانسیالیست‌ها (وجودگرایان) همچنین توسط اندیشمندانی چون امانوئل لویناس، الکساندر کوژو و جرج بتی مطالعه شد. چون بحث هایدگر در هستی‌شناسی ریشه در تحلیل وجودی فرد فرد انسان‌ها دارد کار او را اغلب به اگزیستانسیالیسم مرتبط کرده‌اند. تأثیر هایدگر بر وجود و نیستی سارتر مشخص است اما هایدگر همان‌طور که در متون بعدی‌اش از جمله در "نوشته‌ای بر بشریت" بحث کرد احساس کرد که سارتر بر کار او اشتباه‌خوانی داشته است. هایدگر این اشتباه‌خوانی را بدین شکل توضیح داد:
«پیشنهاد کلیدی سارتر دربارهٔ تقدم وجود بر ذات اگرچه استفاده از واژه اگزیستانسیالیسم را به صورت عنوانی مناسب برای فلسفه‌ای این‌گونه توجیه می‌کند اما انگاره اصلی در اگزیستانسیالیسم هیچ چیز مشترکی با وجود و زمان ندارد جدا از این که وجود و زمان هیج گفته‌ای دربارهٔ ارتباط ذات و وجود ندارد.»

### تهاجم پس از جنگ به فرانسه
هایدگر پس از جنگ با حساب ریاستش در دانشگاه فرایبورگ برای مدتی از تدریس در دانشگاه منع شد. او در فرانسه که تدریس در مورد کارش ادامه یافت تماس‌هایی داشت و تعدادی از شاگردان فرانسوی‌اش او را در توتناوبرگ ملاقات می‌کردند. هایدگر متعاقباً دیدارهایی در فرانسه داشت و از طریق مکاتباتی با ژان بوفره یکی از اولین مترجمان فرانسوی هایدگر و لوسین براون، سعی کرد فلسفه فرانسه را توسعه دهد.

### دریدا و ساختارشکنی
ساختارشکنی در سال ۱۹۶۷ با توصیه لوسین براون دربارهٔ کار دریدا مورد توجه هایدگر قرار گرفت. پس از آنکه دریدا تعدادی از کارهایش را برای هایدگر فرستاد او به ملاقات شخصی وی علاقه نشان داد اما دیدار آن‌ها در سال ۱۹۷۲ اتفاق نیفتاد. میشل فوکو که آثار هایدگر را خوانده بود تصدیق می‌کرد که او فیلسوف است اما هرگز دربارهٔ آن ننوشت.
دریدا تلاشی مؤکد کرد تا درک از کار هایدگر را از دوران منع هایدگر از تدریس در دانشگاه‌های آلمان که تقریباً به‌طور یکجا به مردود شدگی از تأثیر ژان پل سارتر و اصطلاحات وجودگرایی برمی‌گشت را عوض کند. از نظر دریدا ساختارشکنی (Deconstruction) سنتی موروثی از واژه تخریب (Destruction) مورد استفاده هایدگر بود. به زعم دریدا تفسیر سارتر از دازاین و اصطلاحات کلیدی (مهم) هایدگری، روانشناختی و انسان‌شناختی بود و تاریخ‌مندی مرکزی دازاین در وجود و زمان را از دست داده بود.

### بحث فاریاس
دریدا لابارت و لیوتارد در بین دیگران درگیر و دار مباحثه و مخالفت دربارهٔ ارتباط بین فلسفه و سیاست هایدگر بودند. این بحث‌ها شامل این پرسش بود که آیا در نظر گرفتن بحث بدون فلسفه هایدگر امکان داشت؟ موضعی که دریدا به ویژه آن را رد می‌کرد.
در سال ۱۹۸۷ که ویکتور فاریاس کتابش با عنوان هایدگر و نازیسم را منتشر کرد این مباحثه بین دیگران بالا گرفت برخی از کسانی که با نام ساختارشکنان به دلیل وابستگی‌شان به فلسفه هایدگر به سمت بی‌اعتبار شدن می‌رفتند. دریدا و دیگران نه تنها از لزوم مطالعه آثار هایدگر دفاع می‌کردند بلکه به تحقیق فاریاس می‌تاختند و آن را پیروی از احساسات می‌انگاشتند. از سوی دیگر ریچارد رورتی اعلام کرد که کتاب فاریاس بیش از هر منبع در دسترس دیگری شامل اطلاعات واقعی دربارهٔ ارتباط هایدگر با نازی‌ها بود و این پادزهری عالی برای دفاعیه‌های طفره‌آمیز است که هنوز منتشر می‌شود.
پیشرفت‌های دیگری در تفکر هایدگر در دهه ۱۹۳۰ وجود داشت که او را به تجدید نظر دربارهٔ بی‌خانمانی و فراموشی هستی هدایت کرد. او اکنون دریافته بود که توصیف انواع هستندگان و نحوهٔ هستی آن‌ها در هستی و زمان، جامع و کامل نیست. به عنوان نمونه، هنر نه در زمرهٔ ابزارها است و نه صرفاً شیء فیزیکی. نحوهٔ هستی آثار هنری «گشودن» جنبه‌های مهم جهان، یا حتی (چنان‌که در معابد یونانی) برانگیختن درک انسان از خود و پیرامون خویش است. به‌علاوه هایدگر حالا مشاهده می‌کرد که هیچ‌یک از روش‌های آشکارگری چیزها بر انسان (و هیچ‌یک از شرایطی که تجربه و ادراک را ممکن می‌سازند) جهان‌شمول و بی‌زمان نیستند.

### برنارد اشتیگلر
تفکر هایدگر اخیراً بر کار فیلسوف فرانسوی برنارد اشتیگلر تأثیر کرده است. اشتیگلر تحلیل وجودشناختی وجود و زمان را به عنوان بیان روان‌شناختی فردگرایی و کار اخیرش تاریخ وجود را به عنوان فردگرایی جمعی درمی‌یابد. او بسیاری از اشکالات فلسفه و سیاست هایدگر را نتیجه ناتوانی هایدگر در انضمام هر دو می‌داند.

### شاگردان هایدگر
از شاگردان هایدگر در دانشگاه ماربورگ می‌توان به هانس-گئورگ گادامر، هانا آرنت، کارل لویت، گرهارد کروگا، لئو اشتراوس، یاکوب کلاین، گونتا آندرس و هانس یوناس اشاره کرد. در دانشگاه فرایبورگ می‌توان هربرت مارکوزه، امانوئل لویناس، چارلز مالیک، ارنست نولته را نام برد. و دیگر شاگردان وی شامل والتر بیمل ، یان پاتوچکا، خاویر زوبیری می‌شود.

### هستی و زمان
در کتاب هستی و زمان هایدگر درک بودن را مقید به زیستنده (دازاین) می‌داند.
هایدگر خود را از سوژه محوری دازاین می‌رهاند و بودن را از قید هر بودنی‌ای آزاد می‌کند و آن را در تجلی اش می‌بیند. هایدگر با به‌کارگیری دو مفهوم حضور و زمان که یکی تجلی داشتن و دیگری تمایز از گذشته و آینده است به قرابت معنای بودن و زمان می‌رسد. از نظر وی نه زمان، ساخته انسان است و نه انسان، ساخته زمان، هیچ ایجاد یا تولیدی در میان نیست، بلکه آنچه وجود و زمان را تعیین می‌کند تعلق آن‌ها به یکدیگر است. زمان در بودن خود و وجود در حضور خود (در زمان حال) به جای یکدیگر می‌نشینند. ارتباط بین انسان، وجود و زمان به گونه‌ای است که هیچ‌یک به تنهایی نمی‌تواند ابتدا به ساکن پاسخ باشد. این هر سه خود پرسش‌اند. حتی زبان هم نمی‌تواند بیانگر رابطه هیچ‌یک با دیگری باشد. افزارمندی نشانه‌ها و جهانیت جهان دو مفهومی است که هایدگر همراه با تحلیل دیدگاه دکارت در کتاب هستی و زمان شرح داده است.

### کانت و مسئله متافیزیک
کانت و مسئله متافیزیک پس از هستی و زمان در سال 1929 منتشر شد و چنانکه یکی از مفسران هایدگر می گوید: «االگویی برای سلسله گفت‌وگوهای طولانی با اندیشه‌ورزان برجسته سنت غربی است که بازاندیشی هایدگر در باب کل تاریخ انتولوژی را شکل می‌دهد. «قوانین» حاکم بر چنین گفت‌وگویی مبتنی بر برداشت هایدگر از وجود و چگونگی پیدایش وجود است.»

### رساله سرشت حقیقت
هایدگر در رساله سرشت حقیقت به تمایز بین درستی و خطا می‌پردازد. راستی و خطا هر یک حاصل گونه‌ای خاص از ارتباط مابین انسان با جهان پیرامون است. آن گاه که انسان برای غلبه بر چیزها مشغول به آن‌ها می‌شود از کلیت آن‌ها غافل می‌شود. این حالت سلطه بر چیزهاست که مانع اصلی در مقابل بروز و عیان شدن آن‌ها می‌شود. اما آنگاه که انسان در موضع برون از خود قرار می‌گیرد یعنی خود را در معرض چیزها بدون هرگونه غلبه و سلطه ورزی قرار می‌دهد امکان عیان شدن را به آن‌ها می‌دهد. پس حقیقت همانا در رهائی است؛ یعنی سرشت حقیقت همانا رهائی است؛ لذا حقیقت جلوه‌ای از قضایای صحیح دربارهٔ یک شیء توسط یک سوژه شناسنده (عامل انسانی) نیست بلکه درست قرار گرفتن در ارتباط با چیزهاست و موضع صحیح نیز حاصل اعراض از استیلاگری است.

### پرسش تکنولوژی
هایدگر در اثر دیگرش با نام پرسش تکنولوژی (یا فناوری)، این موضوع را مطرح می‌کند که تکنولوژی همان شیوه خاص از ارتباط با چیزهاست. پس تکنولوژی یک وسیله نیست بلکه شیوه‌ای خاص از آشکار کردن چیزها است و بنابراین با مقوله حقیقت مرتبط است. تکنولوژی مدرن با میل به سروری بر چیزها رخصت عیان شدن آن‌ها -آن گونه که هستند- را از آن‌ها سلب می‌کند؛ لذا استیلای تکنولوژی بر چیزها باعث خروج‌شان از آنچه هستند و نه خروج آن‌ها از خفا شده است.

### در باب اومانیسم
هایدگر در رساله‌ای به نام نامه‌ای در باب اومانیسم سعی در ارائه نگرشی متفاوت در مورد انسان دارد. وی نگرش‌های متافیزیکی رایج مسیحی مارکسیستی و اگزیستانسیالیستی را مورد نقد قرار می‌دهد. او آن‌ها را در فهم سرشت انسان دچار خطا می‌داند. وی در این راستا به رابطه مابین اندیشیدن بودن و سرشت انسان اشاره می‌کند. اندیشیدن همانا اندیشه بودن است. بودن است که اندیشیدن را ممکن می‌کند. اندیشیدن که همانا رابطه انسان با بودن است محیط در بودن است. اما زبان که سرای بودن است آنگاه که تسلیم میل انسان برای سلطه ورزی بر چیزها شد خطری برای سرشت انسان است.

### پایان فلسفه
در کتاب پایان فلسفه، هایدگر در پیگیری دیالکتیک پدیدار شناسانه هگل به عرضه نظریه حقیقت خویش می‌رسد. وی به تلاش فلسفی اما ناتمام هگل و هوسرل در بازگشت فکری به «در-خود» چیزها اشاره می‌کند و تلاش خود را مصروف ارائهٔ نظریه‌ای می‌کند که محور آن بازگشت به «در-خود» به معنای اصیل و دقیق آن باشد. هایدگر معتقد است هگل و هوسرل علی‌رغم تفاوت ظاهری در شیوه و سبک، در محتوا یک مطلب را ارائه می‌دهند. دیالکتیک هگل حرکتی است که در آن موضوع به خویش می‌آید و حضور خودش را می‌یابد. اگر هگل غایت حرکت وجود به عنوان روح را حضور (وجود در بودن آگاهانه خویش) می‌پندارد، هوسرل حضور (سوژه معنابخش) را نقطه شروع فلسفیدن می‌داند. اما هیچ‌یک در پاسخ به پرسش تفکر کمکی نمی‌کنند. مفهوم کلیدی در اینجا مفهوم نور است. هایدگر می‌گوید که فقط به خاطر نور است فقط از روشنایی است که آنچه تابنده است می‌تواند خود را بنمایاند. اما روشنی به نوبه خود مبتنی است بر چیزی که در عیان است، چیزی وارسته که می‌توان آن را در اینجا و آنجا، اکنون و بعد به روشنی دید. در آنجا که یک موجود با موجودی دیگر مواجه می‌شود، عیان است که غلبه دارد. این عیان امکان حرکت انتزاعی را فراهم می‌کند. در عیان هر چیز همانگونه که هست بروز می‌کند.

## نقد فلسفه هایدگر
دیوید کوزنز هوی دربارهٔ نقد دریدا بر فلسفه هایدگر می‌نویسد:
«نقد دریدا بر فلسفه هایدگر در گراماتولوژی این است که هایدگر اشتباه می‌کند که نظریه زبان باید شامل نظریه حقیقت و مرجع باشد. دریدا واژه‌ها را ترجمه‌پذیر و بدون ابهام می‌داند با این حال تفسیر آن کاملاً تعیین‌نشده است. متن از حوزه هرمنوتیک تفسیر و تلاش برای آوردن کلیّت متن در خوانشی قابل فهم گریز دارد چون به قول دریدا هیچ معنای قابل حکمی ندارد.»
رابرت ستولبرگ در نقد آراء هایدگر دربارهٔ کارهای هنری می‌نویسد: «هایدگر با ذات یا طبیعت کارهای هنری سروکار دارد. او منبع ذات کارهای هنری را گمراه‌کننده می‌داند چون هیچ راه مستقیم و ساده‌ای برای کشف منبع کارهای هنری وجود ندارد.»
ویلیام لویس در مقاله‌اش به نقد ارتباط بین مفهوم دازاین و کار ذهنی پرداخته است. او نوشته: «کار ذهنی یا geistige Arbeit به این دلیل که به چیزهای برتر روحی ربط دارد معنوی نیست.» او در ادامه توضیح داده که این نوع کار چون عمیقاً به پریشانی و رنج بشری برمی‌گردد که بخشی از وجود تاریخی بشر یعنی دازاین است بنابراین معنوی است.
سوزان آنیما توبز در نقد فلسفه هایدگر به نهیلیسم دیدگاه او اشاره کرده و فقدان تحلیل اگزیستانسیالیستی دازاین در فلسفه غرب را که مورد انتقاد هایدگر بوده با تضاد مسیحیت‌گرایی در فلسفه او مرتبط دانسته است.
همچنین هانری کوربن هم در میان متأثران و هم در عداد منتقدین هایدگر قرار دارد. نقد اصلی کوربن به هایدگر، به تحدید افق فهم انسانی بر مبنای در-جهان-بودن هایدگری است که فهم دازاین را محدود به بودن وی در جهان خویش تا مرگ می‌کند. به زعم کوربن، هایدگر افق‌های گسترده‌تری که به‌طور ویژه در میان فلاسفه اسلامی و شیعی وجود دارد نادیده انگاشته است. از این منظر کوربن معتقد است امکان‌های هستندِ انسان در جهان محدود به مرگ نیست و مطابق با فلسفه شیعی انسان می‌تواند در فراسوی مرگ نیز بایستد.

## میراث هایدگر
از زمان انتشار کتاب هستی و زمان تاکنون آرای هایدگر منشأ تأثیرات به سزایی در قلمرو اندیشه در حوزه‌های فکری گوناگون با درجات و شکل‌های مختلفی بوده است. حوزه‌های فکری متأثر از هایدگر از فلسفه وجود تا فلسفه سیاسی، روان‌شناسی، روان درمانی، نقد ادبی، الهیات و… را شامل می‌شود. حوزه‌های جغرافیایی متأثر از آراء وی نیز از شرق دور تا آمریکای لاتین را دربرمی گیرد.
مکاتب فکری متعددی با تأثیرپذیری از تاملات هایدگر شکل گرفته‌اند. می‌توان به متفکرانی چون سارتر گادامر دریدا و فوکو اشاره کرد. این درحالی است که متفکران مطرح دیگری همچون آرنت مارکوزه بولتمان ریکور مک اینتایر و لاکان نیز مدیون آراء هایدگر هستند.
بروز آشکار آراء هایدگر نخستین بار در مباحث فلسفی ژان پل سارتر نمایان گشت. سارتر با اثر مشهور خود با نام بود و نبود که در سال ۱۹۴۳ مکتب اگزیستانسیالیسم - نه بحث اگزیستانسیال که هایدگر به عنوان هماهنگی ساختارهای حاصل شده در پاسخ از هستی مطرح کرده - را اثرگذارترین مکتب دوران خود نمود در جریان تحولات و بحران‌های اجتماعی سیاسی اواخر دهه ۶۰ میلادی در اروپا و آمریکا مرجع فکری عمده‌ای بود. سارتر با بهره‌گیری از کتاب هستی و زمان هایدگر محور اندیشه خود را چه در وجه فلسفی و چه در وجه سیاسی مقوله آزادی قرار داد.
هانس-گئورگ گادامر نیز که به عنوان بنیان‌گذار هرمنوتیک فلسفی شناخته شده است با تأکید بر پیشین بودن زبان نسبت به گفتار خصلت عمده زبان را دیالوگی بودن آن می‌داند. از دیدگاه او زندگی در بطن زبان و در دیالوگ بین افراد متجلی و تجربه می‌شود. گادامر برخلاف سارتر که متکی بر نیمه اول کتاب هستی و زمان بود با بهره بردن از نیمه دوم این کتاب و نیز آراء و آثار هایدگر در باب زبان هرمنوتیک تاریخ و محوریت فهم در افق تاریخ و زبان عام بودن هرمنوتیک را شکل داد. گادامر اگرچه آراء خود را در امتداد اندیشه هایدگر می‌داند اما با نقد بنیادین او بر افلاطون موافق نیست. او تلاش خویش را صرف آشتی دادن فلسفه هایدگر و افلاطون کرد.
نام دریدا با مقوله ساختارشکنی عجین است. دریدا در آراء خویش بیش از هر چیز مدیون دو مقوله هایدگری واسازی (Destruction) و زبان‌مندی (Sprachlichkeit) است. بحث هایدگر دربارهٔ رمزآلودگی سرشت وجود نیز بر تفکر دریدا تأثیرگذار بوده است. دریدا غیاب را مقدم بر حضور می‌داند. چه زبان از طریق نشانه‌ها جای چیزها را می‌گیرد؛ بنابراین حضور چیزها در زبان جای حضور خود آن‌ها را می‌گیرد؛ و این به معنای حضور در عین غیاب است. پس هر چه هست نشانه است. نشانه‌ها به یکدیگر ارجاع می‌شوند نه به خود چیزها.
میشل فوکو نیز در آراء خود از فلسفه هایدگر تأثیر گرفته است.
او از مباحث هایدگر دربارهٔ اومانیسم ابزاری شدن معرفت و به خفا رفتن حقیقت بهره برده است. او بر نقش قدرت و سلطه در نابود کردن سوژه انسانی و به حاشیه رانده شدن و مغلوب شدن انسان در ساختارهای تکنو-بوروکراتیک اشاره کرده و از مستولی شدن دانش دربارهٔ انسان بر خود انسان در عصر جدید و دانش مدرن سخن گفته است.
در ایران نیز تأثیر فلسفهٔ هایدگر بر آرای اندیشمندانی چون سید احمد فردید، سید عباس معارف و محمد مددپور موسوم به حکمت انسی و همچنین فلسفه ی عریانیسم قابل توجه است.

## گفتارهایی از هایدگر
- «ما برای تفسیر آواز و غزل آماده نیستیم، بلکه هیچ حقی هم در این کار نداریم، زیرا قلمرویی که در آن گفتگو بین شعر و اندیشه برقرار است به آهستگی قابل کشف شدن، دسترسی و تفحص در اندیشه است.»
- «گفتن و بیانی که کامل تر است تنها پاره‌ای از اوقات پدید می‌آید. تنها کسانی که جسورتر هستند نسبت به آن توانمند هستند زیرا این کاری ست دشوار. مشکل، دست یابی به وجود است.»
- «اندیشه برانگیزترین امر در زمانهٔ اندیشه‌برانگیز ما آن است که ما هنوز فکر نمی‌کنیم.»